# 金长荣
金长荣（1941年—），江苏苏州人，回族，中华人民共和国政治人物、第十一届全国人民代表大会上海地区代表。
毕业于上海师范学院数学专业。担任上海市人民政府参事。2008年起担任全国人大代表。